# Enric Ràfols i Martí
Enric Ràfols i Martí fou un polític català, originari de Vilafranca del Penedès. Per aquest districte fou elegit diputat dins la fracció del Partit Liberal dirigida pel comte de Romanones a les eleccions generals espanyoles de 1923. El 1931 deixà el partit liberal i fundà el Partit Agrari de Catalunya, del què en fou un dels principals dirigents.

## Obres
- Notes històriques sobre Torrelavit (1928)